# KT Wiz

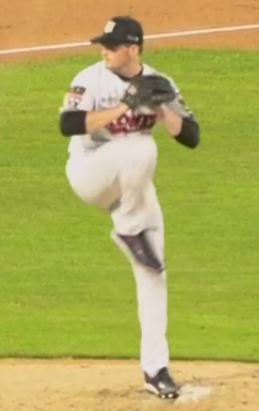
El jugador Wez Benjamin del equipo.

Los KT Wiz son un equipo de béisbol profesional fundado en 2013. Los Unicornios son miembros de la Organización Coreana de Béisbol. 

## Jugadores
Róster de KT Wiz actualizado el 31 de agosto de 2013.
Mel Rojas jr MVP